# Friedrich Kapp (Philologe)
Friedrich Kapp (* 24. März 1792 in Ludwigsstadt, Oberfranken; † 8. Februar 1866 in Hamm) war ein deutscher Gymnasiallehrer.

## Leben
Kapps Eltern waren der Ludwigstädter Justizamtmann Christian Kapp (1763–1814) und dessen Ehefrau Sophie geb. Friedlein. Das Paar hatte zwölf Kinder, darunter den Philosophen Ernst Kapp und den Pädagogen Alexander Kapp.
Friedrich Christian Georg Kapp besuchte das Gymnasium Christian-Ernestinum in Bayreuth. Am 8. Mai 1810 immatrikulierte er sich an der Universität Erlangen für Evangelische Theologie und Philosophie. Am 12. Juli 1812 wurde er im Corps Baruthia recipiert. Er wechselte an die Universität Heidelberg, wo er 1813 zum Dr. phil. promoviert wurde.
1815 war er bei Johann Heinrich Pestalozzi. Nach Erlangen zurückgekehrt, habilitierte er sich 1817. Durch Pestalozzi angeregt, gründete er eine Erziehungsanstalt in Würzburg, die aus wirtschaftlichen Gründen keinen dauerhaften Bestand hatte. So kehrte er zunächst an die Universität Erlangen zurück, wo er sich der Erlanger Freimaurerloge Libanon zu den drei Cedern anschloss. 1819 wechselte er als  Privatdozent an die Universität Bonn. Eine Professur für Philologie blieb ihm versagt, so dass er im Februar 1821 eine Stelle als Oberlehrer am Gymnasium Hammonense antrat. Schon 1824 wurde er zum Direktor befördert. Als Anhänger Pestalozzis fühlte er sich dem Ziel einer breitgefächerten Allgemeinbildung verpflichtet. Neben der Pflege der alten Sprachen erfuhren die sogenannten Realfächer eine Aufwertung. 1848 beteiligte er sich aktiv an der Revolution in Westfalen. So lud er im April alle Lehrer der Provinz Westfalen zu einer Versammlung nach Hamm ein, die eine Resolution zur Schulreform in Preußen verabschiedete. Am 9. Juni reiste Kapp nach Berlin, um als Gast bei der Unterrichtskommission der Preußischen Nationalversammlung mitzuwirken, die eine Schulreform (Trennung von Staat und Kirche, kostenlose Schulbildung, Gemeinschaftsunterricht) ausarbeitete. Im Herbst des Jahres 1848 beschloss auf Initiative Kapps eine Lehrerversammlung in Dortmund die Gründung eines Allgemeinen Lehrervereins für Westfalen. Nach dem Scheitern der Deutschen Revolution 1848/49 wurde Kapp am 1. Oktober 1852 vorzeitig pensioniert.
Friedrich Kapp heiratete Amalie Keck (1798–1836), Tochter des Drossenfelder Pfarrers Johann Nikolaus Keck und dessen Ehefrau Johanna Margarete Kapp. Zu den Kindern der Kapps gehörte Friedrich Kapp (1824–1884), der 1850 Louise Engels (1825–1916) ehelichte.

## Schriften
- Der wissenschaftliche Schulunterricht als Ganzes. Oder die Stufenfolge des naturkundigen Schulunterrichts als des organischen Mittelgliedes zwischen Erdkunde und der Geschichte. Hamm 1834.